# جون روبنسون (ممثل)
جون روبنسون (بالإنجليزية: John Robinson)‏ هو ممثل بريطاني (وحمل سابقاً جنسية المملكة المتحدة لبريطانيا العظمى وأيرلندا)، ولد في 11 نوفمبر 1908 بليفربول في المملكة المتحدة، وتوفي في 6 مارس 1979 بلندن في المملكة المتحدة.

## وصلات خارجية
- جون روبنسون على موقع IMDb (الإنجليزية)
- جون روبنسون على موقع قاعدة بيانات الفيلم (الإنجليزية)